# اوئی
اوئی شهری در شهرستان تیکاره در استان بام در بورکینافاسوی شمالی است و جمعیت آن ۹۳۹ نفر است.